# Вільгельм Марр
Адольф Фрідріх Вільгельм Марр (нім. Wilhelm Marr; 16 листопада 1819, Магдебург — 17 липня 1904, Гамбург) — німецький журналіст. Став відомим як поширювач ідей анархізму в германомовному світі і як критик сіонізму на політику й економіку тодішньої Європи. У 1879 році він вперше використав слово антисеміт. Заснував антисемітську лігу (Antisemitenliga ), котра була невдовзі ліквідована тодішньою державною владою.

## Біографія

### Соціально-політична діяльність
Був єдиним сином актора і режисера Генріха Марра і Генрієтти Катаріни Becherer, які одружилися в березні 1819 року у Брауншвейгу. Він пішов до початкової школи в Ганновері, а потім навчався у середній школі в Брауншвейг. У Гамбургу і Бремені навчався торгівлі. Потім приєднався до свого батька в Відні, який був залучений до роботи в Бургтеатрі. Там він працював співробітником у двох єврейських фірмах. У 1841 році відправився в Цюрих, де познайомився з політичними емігрантами (Георг Гервег, Юліус Фребель і Адольф Follen), більшість з яких були членами демократичних або ліберальних лівих рухів на початку 19 століття. В Цюриху опублікував свою збірку віршів. У 1843 році був висланий з Цюриху за звинуваченням у сприянні комуністичній діяльності.
Повернувся до Лозанни, де приєднався до Германа Döleke і Юлія Standau, засновників таємних товариств Леман-Bund і Junges Deutschland  (Молода Німеччина). Марр в кінцевому підсумку став главою таємного товариства і почав схилятися до анархізму і атеїзму. Заснував інше таємне товариство, «Schweizerischer Arbeiterbund» (Швейцарський робітничий союз) і редагував «Blätter-der-Gegenwart für Soziales Leben». У 1845 році виїхав з Лозанни і відправився в Гамбург, де став політичним журналістом і публікував сатиричний журнал «Мефістофель» (1847/48-1852). Належав до лівих радикально-демократичної партій і був делегатом Національної асамблеї у Франкфурті після революції 1848 року. Після остаточної відмови від революції, він - як і багато інших колишніх революціонерів — став прихильником ідеї об'єднання Німеччини під прусським керівництвом.
У перший раз виступав проти жидівської емансипації через неприязнь до лібералізму, котрий (на думку Марра) взяв на себе роль захисника інтересів жидівського капіталу. 
У 1852 році виїхав за кордон, до Коста-Рики, де намагався заробляти на життя як бізнесмен. Не маючи успіху повернувся до Гамбурга і знову працював журналістом. В 1854 році одружився з Джорджиною Johanna Берті Калленбах, дочкою єврейського бізнесмена, який перейшов у християнство. Шлюб розпався у 1873 році. У 1874 році одружився з єврейкою Маррою Helene Sophia Emma Maria Behrend, яка померла у тому ж році. У 1875 році був третій шлюб, з Маррою Дженні Терезою Kornick (чиї батьки були з мішаного християнсько-єврейського шлюбу), яка народила сина. У 1877 році цей шлюб був розірваний. Остання дружина Марра була Клара Марія Kelch, німкеня, дочка робітника з Гамбурга. 

### «Перемога єврейства над германізмом»
в Берліні в лютому 1879 з'явилася брошура Марра «Der Sieg des Judenthums über das Germanenthum – Vom nichtconfessionellen Standpunkt aus betrachtet» («Перемога жидівства над германізмом — з неконфесійної точки зору»), котра в тому ж році витримала дванадцять видань. У тому ж році він заснував коротко існуючу Antisemitenliga (Антисемітичну лігу), покликану бути, на його думку, організацією нового німецького шляху. В брошурі Марр дистанціювався від традиційної релігійної критики жидівства і стверджував, що вони іншої раси, котра зокрема вирізняється соціально-економічним паразитизмом, бо успішно проводять експропріації фінансів і майна в Німеччині. Це відмежування від віросповідної парадигми, він визначає введенням терміну “антисемітизм” в сучасний політичний і соціальний дискурс. Потрібно також враховувати, що прикметник «антисеміт» вже вживався принаймні з 1873 року, зокрема і стосовно Марра, тому він його не придумував, а лише дав своє визначення цьому терміну, як супротив політичній й економічній владі жидівства у європейській цивілізації.
Після цієї публікації ліюберальні й атеїстичні організації відмежувалися від Марра і публічно його критикували. Найбільш відомим проявом цієї критики була публікація памфлету «Der Weg zum Siege des Germanenthums über das Judenthum» («Шлях до перемоги германізму над юдаїзмом»), котрий сьогодні чомусь часто подають як працю самого Марра. У відповідь Марр ще у 1980 році видав свою книгу «Золоті щурі і червоні миші», де розвивав теорію змови, подаючи жидівство як рушійну силу, капіталізму і комунізму. Подібних позицій пізніше притримувався Адольф Гітлер (в Mein Kampf) і Вольфганг Бенц (у Вічний жид, 1940 рік).
Вважається, що з 1890-х Марр, відійшовши від соціально-політичної діяльності знову виявляв себе як анархіста.

## Праці (вибрані)
- Pillen. Eigens präparirt für deutsche und andere Michel; Bern: Jenni Sohn, 1844
- Katechismus eines Republikaners der Zukunft; Lausanne 1845
- Petit mot d'un étranger au peuple vaudois. Dédié aux aveugles dans le canton de Vaud. Impr. J.-Fr. Hess, Riesbach 1845 Digitalisat [Архівовано 28 червня 2014 у Wayback Machine.]
- Das junge Deutschland in der Schweiz. Ein Beitrag zur Geschichte der geheimen Verbindungen unserer Tage. Wilhelm Jurany, Leipzig 1846 Digitalisat [Архівовано 28 червня 2014 у Wayback Machine.]
- Der Mensch und die Ehe vor dem Richterstuhl der Sittlichkeit. Wilhelm Jurany, Leipzig 1848 Digitalisat [Архівовано 28 червня 2014 у Wayback Machine.]
- Anarchie oder Autorität?. Hoffmann und Campe, 1852 Digitalisat [Архівовано 28 червня 2014 у Wayback Machine.]
- Der Judenspiegel. 5. Aufl., Hamburg 1862 Digitalisat [Архівовано 28 червня 2014 у Wayback Machine.]
- Reise durch Central-Amerika. Erster Band. Otto Meißner, Hamburg 1863 Digitalisat [Архівовано 28 червня 2014 у Wayback Machine.]
- Messias Lassalle und seine Hamburger Jünger. Eine Abfertigung; Hamburg: Fischer 1863
- Der Ausschluß Oesterreichs aus Deutschland ist eine politische Widersinnigkeit; Hamburg u.a.: Schardius 1866
- Selbständigkeit und Hoheitsrecht der freien Stadt Hamburg sind ein Anachronismus geworden; Hamburg: Selbstverlag, 1866
- Des Weltunterganges Posaunenstoß, lieblich begleitet und allen Gläubigen gewidmet; Hamburg: Fischer, 1867
- Es muß alles Soldat werden! oder die Zukunft des Norddeutschen Bundes. Ein Phantasiegemälde. W. Schardius, Hamburg 1867 Digitalisat [Архівовано 28 червня 2014 у Wayback Machine.]
- Nach Jerusalem mit dem Papst! Eine Bergpredigt; Altona: Verlags-Bureau 1867Religiöse Streifzüge eines philosophischen Touristen; Berlin: Denicke, 1876
- Der Sieg des Judenthums über das Germanenthum – Vom nichtconfessionellen Standpunkt aus betrachtet. Costenoble, Bern 1879. (Mit mehreren Folgeauflagen.) Online [Архівовано 30 січня 2012 у Wayback Machine.]
- Wählet keinen Juden! Der Weg zum Siege des Germanenthums über das Judenthum. Ein Mahnwort an die Wähler nichtjüdischen Stammes aller Confessionen. Mit einem Schlußwort: "An die Juden in Preussen." Hentze, Berlin 1879. (4. Aufl. 1880 nur unter dem Titel: Der Weg zum Siege des Germanenthums über das Judenthum.) Online
- Jeiteles teutonicus. Harfenklänge aus dem vermauschelten Deutschland von Marr dem Zweiten; Bern 1879
- Vom jüdischen Kriegsschauplatz. Eine Streitschrift; Bern: Costenoble, 1879
- Wählet keinen Juden! Der Weg zum Siege des Germanenthums über das Judenthum. Ein Mahnwort an die Wähler nichtjüdischen Stammes aller Confessionen; Berlin: Hentze, 1879
- Der Judenkrieg, seine Fehler und wie er zu organisieren ist. 2.Theil von „Der Sieg des Judenthums über das Germanenthum“. Chemnitz: Schmeitzner 1880 (Antisemitische Hefte 1)
- Goldene Ratten und rothe Mäuse; Antisemitische Hefte; Chemnitz: Schmeitzner 1880 (Antisemitische Hefte 2)
- Oeffnet die Augen, Ihr deutschen Zeitungsleser. Ein unentbehrliches Büchlein für jeden deutschen Zeitungsleser; Chemnitz: Schmeitzner, 1880 (Antisemitische Hefte 3)
- Lessing contra Sem, Chemnitz 1883
- Lessing contra Sem. Allen „Rabbinern“ der Juden- und Christenheit, allen Toleranz-Duselheimern aller Parteien, allen Pharisäern und „Schriftgelehrten“ tolerantest gewidmet. Mit einem Bildnis des Verfassers; Berlin: Schulze 1885